# Amanda Swisten
Amanda Swisten (New York, 20 dicembre 1978) è un'attrice statunitense.

## Biografia
Nata in una famiglia povera, a quattordici anni si trasferì nel Connecticut ed a sedici si iscrisse all'Università della Virginia. Intraprese quindi una carriera da modella e come tante altre sue colleghe passò al cinema arrivando dalla passerella. Il suo primo ruolo di rilievo sul grande schermo fu in American Pie - Il matrimonio del 2003, al quale seguirono le partecipazioni in L'ultima corsa (2002), La ragazza della porta accanto (2004) e Freezerburn (2005). È stata inoltre nel cast di numerosi show televisivi (I'm with Her, Due uomini e mezzo, Give Me Five e Joey) e successivamente ha recitato anche a teatro con le commedie sexy Sexual perversity in Chicago e It's just Sex.